# 3960 Chaliubieju
Chaliubieju (asteróide 3960) é um asteróide da cintura principal, a 1,8978233 UA. Possui uma excentricidade de 0,2811193 e um período orbital de 1 566,71 dias (4,29 anos).
Chaliubieju tem uma velocidade orbital média de 18,33129974 km/s e uma inclinação de 14,47348º.